# Lac d'Apremont
Lac d'Apremont (ili Lac de Retenue de Barrage d'Apremont ) je akumulacija u departmanu Vendée, Francuska. Akumulacija je formirana gravitacijskom branom u Apremontu, izgrađenom 1966.: barrage d'Apremont.

## Vanjske poveznice
|  | Zajednički poslužitelj ima još gradiva o temi Lac d'Apremont |

- (fr.) Etat des lieux du SAGE du bassin de la Vie et du Jaunay  Arhivirana inačica izvorne stranice od 24. rujna 2015. (Wayback Machine),  kolovoz 2005